# Canonici regolari di San Frediano di Lucca
I canonici regolari di San Frediano di Lucca  furono un'antica congregazione di chierici. Sorti nell'XI secolo, si unirono poi ai canonici lateranensi.

## Storia
Le prime attestazioni di una vita comune nella canonica lucchese di San Frediano risalgono al 1042-1046. Il priorato di San Frediano fu uno dei principali centri di vita canonicale dell'XI secolo ed ebbe numerose filiali.
La comunità era organizzato sul tipo di quella di Santa Maria in Porto di Ravenna, di cui adottò la regola.
Papa Alessandro II, che mantenne anche durante il pontificato la carica di vescovo di Lucca, accordò ai canonici di San Frediano la sua protezione apostolica e li chiamò in Laterano; nel 1106 papa Pasquale II affidò loro la parrocchia annessa alla basilica: il priorato di San Giovanni in Laterano fu reso indipendente dalla casa-madre di Lucca da papa Anastasio IV nel 1153.
Nel 1417 il monastero di San Frediano fu incorporato alla congregazione lateranense.